# 薛利
薛利（1956年5月—），内蒙古乌拉特前旗人，中华人民共和国政治人物，中央第二巡视组组长。
2000年6月起任中国航天机电集团公司党组成员、纪检组组长、副总经理。2008年，担任中国商用飞机有限责任公司党委副书记。